# Shioli Kutsuna

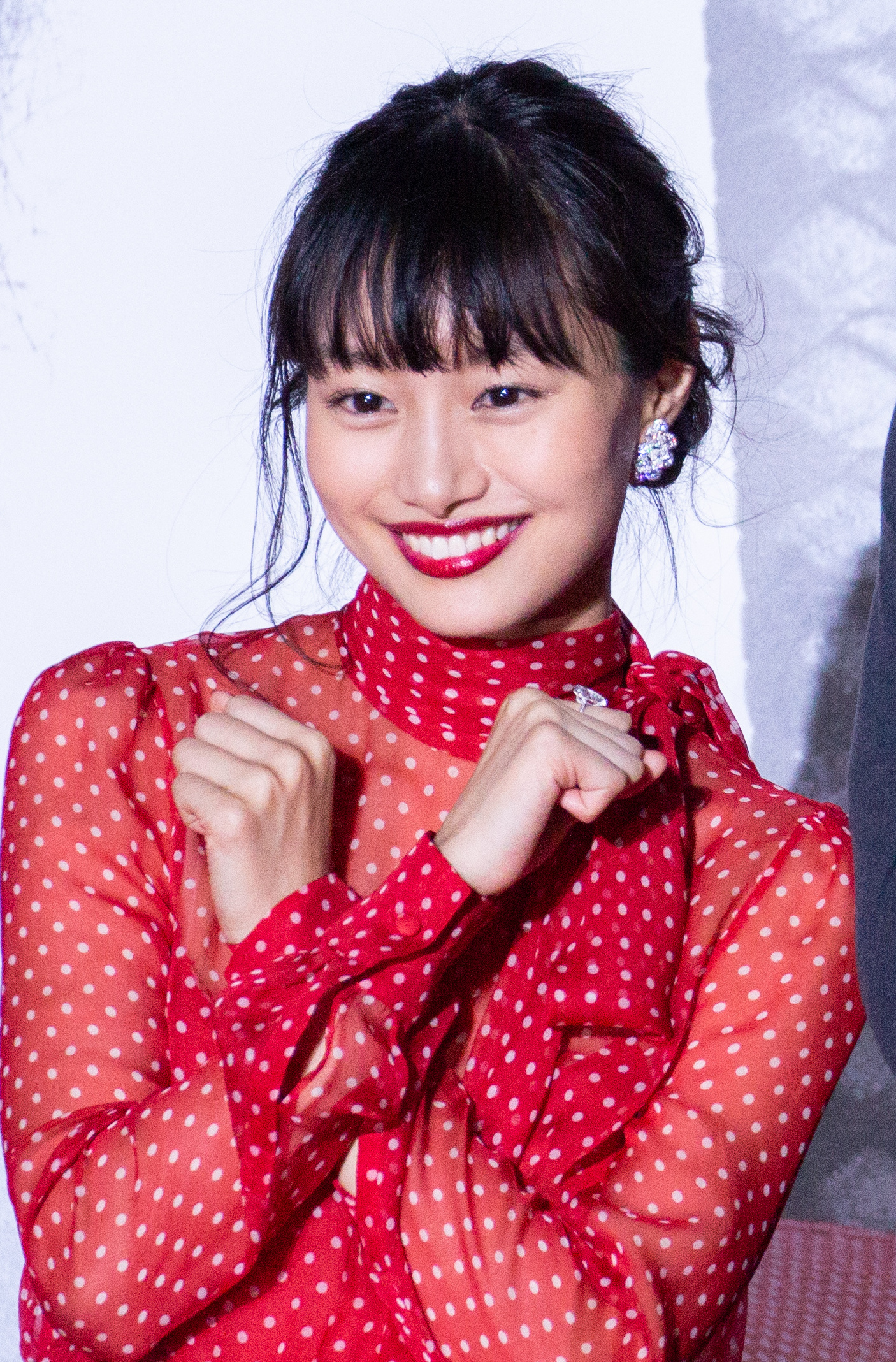
Shioli Kutsuna (2018)

Shiori Kutsuna (anhörenⓘjapanisch 忽那 汐里 Kutsuna Shiori; * 22. Dezember 1992 in Sydney, Australien) ist eine japanische Schauspielerin und Idol.

## Leben
Shioli Kutsuna zog im Alter von 14 Jahren nach Japan, um eine Schauspielkarriere zu verfolgen. 2009 spielte sie ihre erste Hauptrolle als Tsugumi Nitobe in 7 Mannin Tantei Nitobe.
2014 erhielt sie den Japanese Academy Award als beste Nachwuchsdarstellerin für The Unforgiven und Tsuya no Yoru Aru Ai ni Kakawatta, Onna Tachi no Monogatari.
2015 spielte sie die weibliche Hauptrolle in der japanisch-türkischen Koproduktion Kainan 1890. 2018 spielte sie die Mutantin Yukio in Deadpool 2. Außerdem spielte sie Rollen in den Netflix-Filmen The Outsider (2018) und Murder Mystery (2019). Seit 2021 spielt sie in der Fernsehserie Infiltration die Rolle der Mitsuki Yamato.

## Filmografie (Auswahl)
Filme
- 2009: Guardian Angel
- 2010: Chonmage Purin
- 2010: BECK
- 2011: My Back Pages
- 2011: 3 nen B gumi Kinpachi Sensei: Final
- 2011: Shojotachi no Rashinban
- 2011: Shinichi Kudo’s Written Challenge! The Mystery of the Legendary Strange Bird
- 2012: Shinichi Kudo and the Kyoto Shinsengumi Murder Case
- 2012: The Life of Guskou Budori
- 2013: Petal Dance
- 2013: Before The Vigil
- 2013: The Unforgiven
- 2014: Oh! Father
- 2015: Kainan 1890
- 2016: Kingsglaive: Final Fantasy XV
- 2017: Kiseki
- 2017: Cat Collector’s House
- 2017: Oh Lucy!
- 2018: The Outsider
- 2018: Deadpool 2
- 2019: Murder Mystery
- 2024: Deadpool & Wolverine

Fernsehserien
- 2007: 3 nen B gumi Kinpachi Sensei 8
- seit 2021: Infiltration (Invasion)